# Eupatoria (ciudad)
Eupatoria (en ucraniano: Євпаторія; en tártaro de Crimea: Kezlev; en ruso: Евпатория; en armenio: Եվպատորիա - Yevpatoria) es una ciudad en la península de Crimea (territorio disputado entre Rusia y Ucrania), y es uno de los principales puertos del mar Negro. Está situada a 64 kilómetros al noroeste de Simferópol. Su población es de 106.250 habitantes (2005). Hasta el 11 de marzo de 2014 esta ciudad perteneció a Ucrania pero con el Referéndum y la anexión a Rusia del 18 de marzo, pasó a ser de este último país. La comunidad internacional no ha reconocido dicha anexión, según consta en la Resolución 68/262 de la Asamblea General de las Naciones Unidas llamada Integridad territorial de Ucrania.

## Historia

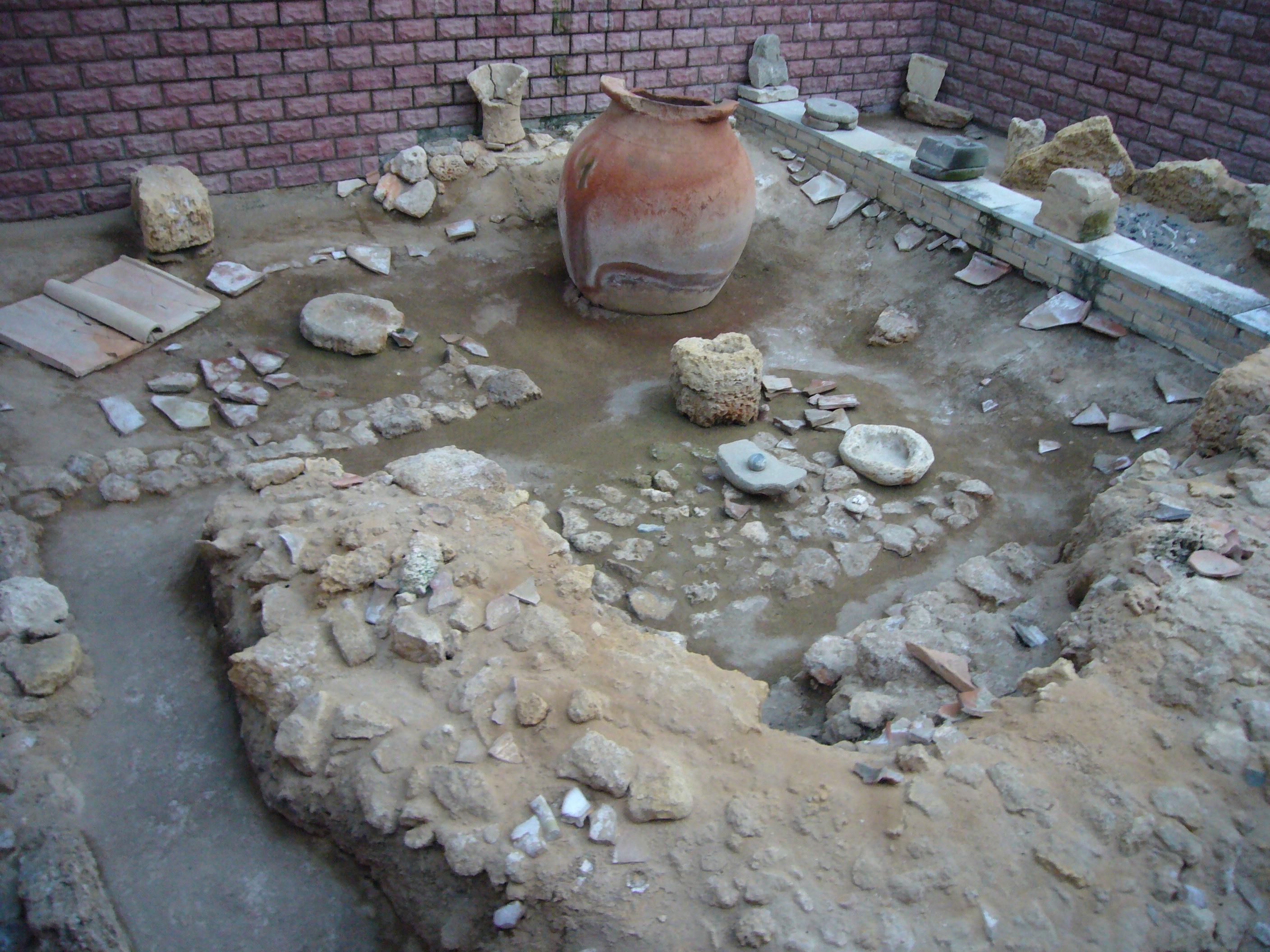
Restos arqueológicos de Cercinitis.

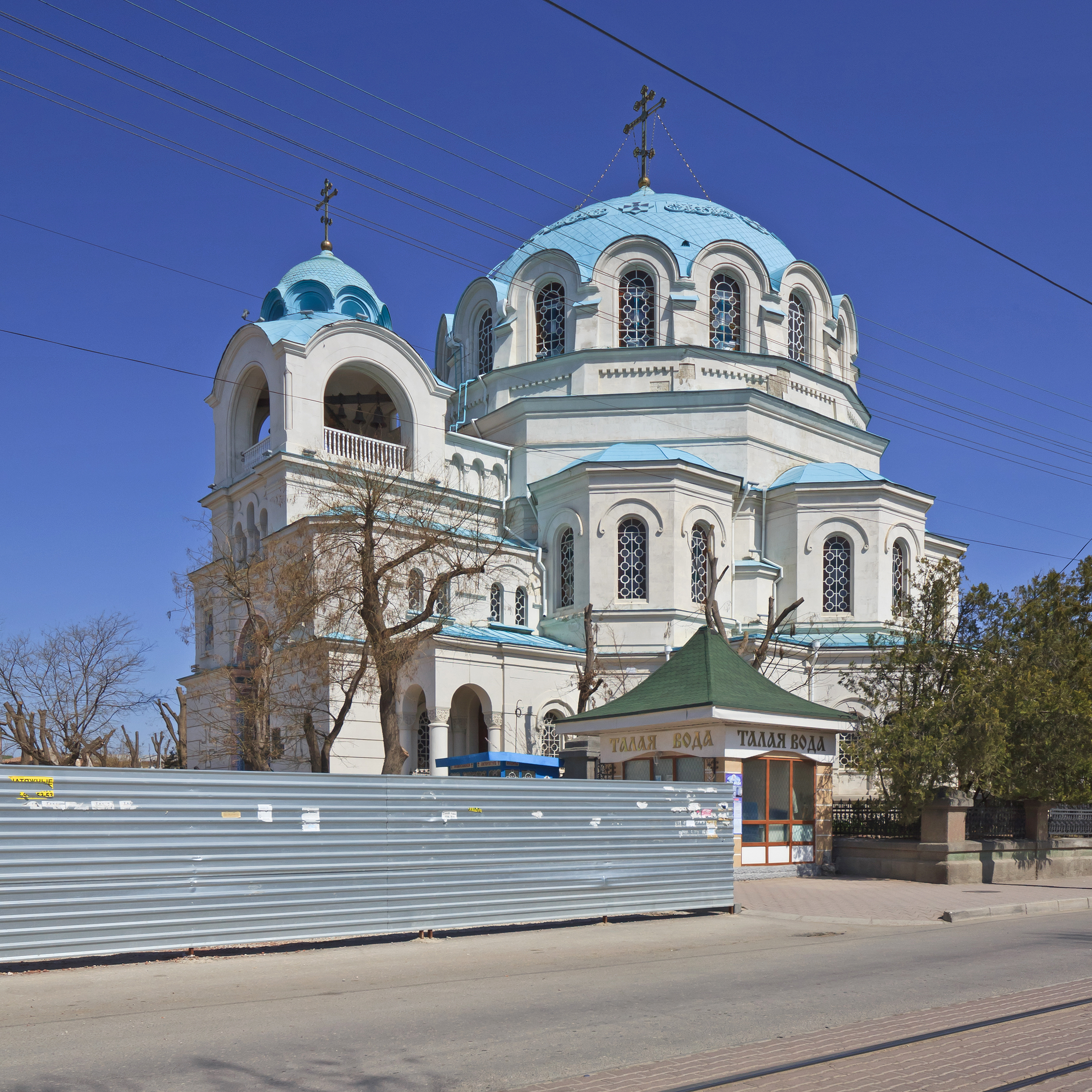
Catedral de San Nicolás.

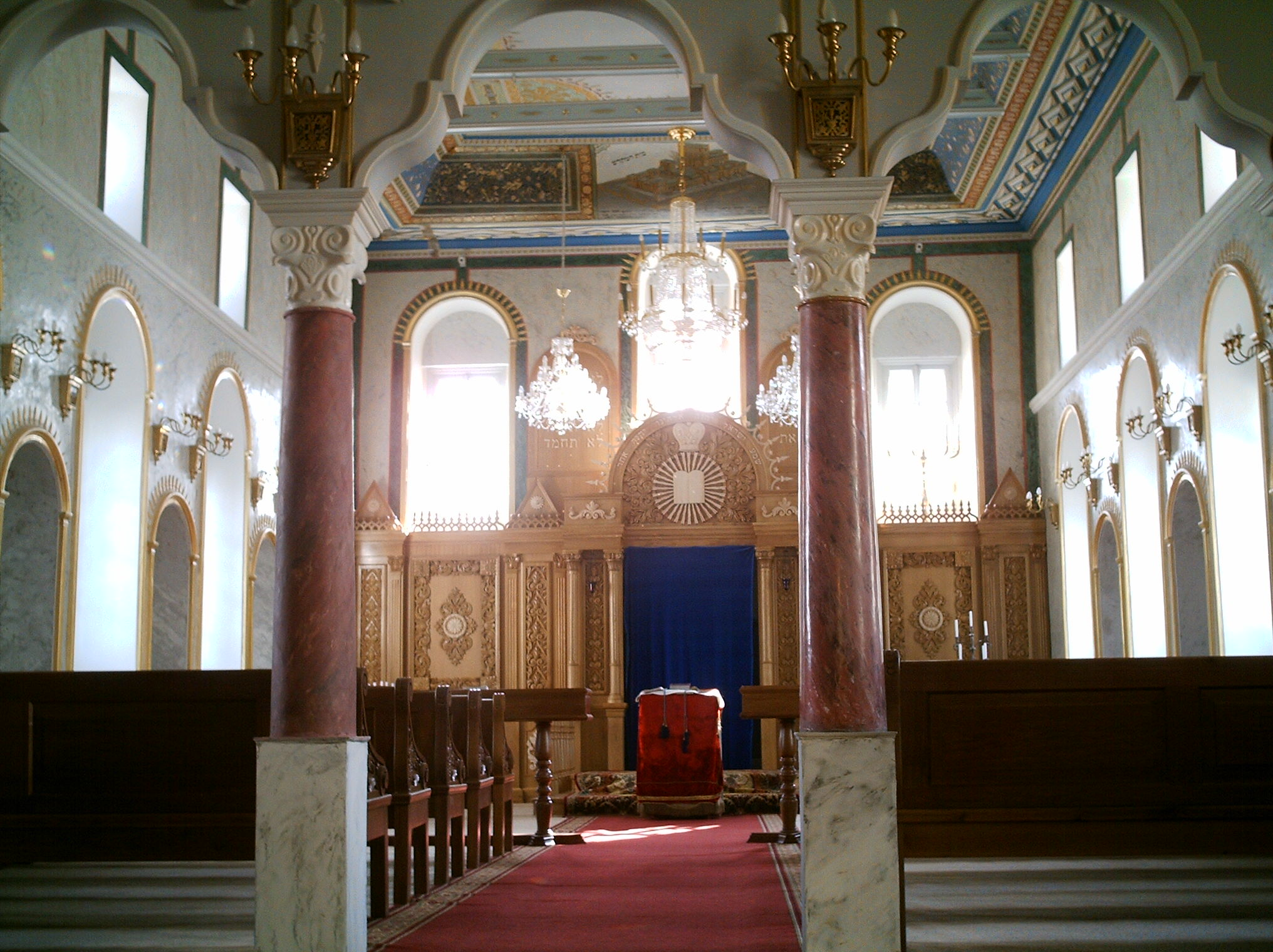
La Gran kenesa.

La ciudad fue fundada por los griegos hacia el 500 a. C. con el nombre de Carcinitis o Cercinitis. Es mencionada por Heródoto como la ciudad donde desembocaba el río Hipaciris, en la parte sur de la Escitia. La información que contiene el Periplo del Ponto Euxino de Arriano sobre distancias de la ciudad a determinados puntos bien localizados ayudó a identificar la ciudad con la posterior Eupatoria, que se denomina así en homenaje a Mitrídates VI, rey del Ponto conocido como Eupator. Uno de sus generales, Diofanto, construyó a fines del siglo II d. C. una fortaleza que llamó Eupatoria, para defenderse de los escitas, aunque los historiadores no identifican esta fortaleza con la ciudad. Hay que señalar que Eupatoria no llevó este nombre hasta 1784.
Entre los siglos VII - X d. C. la ciudad fue un asentamiento jázaro; su nombre en el idioma jázaro era probablemente Güzliev (literalmente "casa hermosa"). Posteriormente fue conquistada por los cumanos, pechenegos, mongoles y estuvo bajo el dominio del Kanato de Crimea. Durante este último período la ciudad fue llamada Kezlev por los tártaros de Crimea y Gözleve por los turcos otomanos. El nombre ruso medieval Kozlov es una adaptación del nombre tártaro.
Durante un breve período entre 1478-1485 la ciudad fue administrada por el Imperio otomano. Después se convirtió en un importante centro urbano del Kanato de Crimea. En el año 1783, junto con el resto de los territorios de la península de Crimea, Kezlev fue conquistada por el Imperio ruso. Su nombre fue cambiado oficialmente a Eupatoria (Yevpatoria) en 1784. La ciudad fue ocupada brevemente en el año 1854 por los aliados británicos, franceses y turcos durante la Guerra de Crimea en la batalla de Eupatoria. Adam Mickiewicz visitó la ciudad en 1825, donde escribió uno de sus Sonetos de Crimea, que fue traducido posteriormente al ruso por Mijaíl Lérmontov.
Desde 2011, el puesto del gobernante espiritual de los caraítas, Gakham, lo desempeña Víktor Tiriyaki (Тіріякі Віктор Захарович). Existe un complejo formado por dos casas de oración, denominadas kenesas, que fue construido entre 1805 y 1815 bajo la supervisión de los hermanos Samuíl y Solomón Babóvich y que combinan arquitectura renacentista y judía de forma inusual.

## Población
| 1897   | 1911   | 1920   | 1926    | 1939    | 1959    |
| ------ | ------ | ------ | ------- | ------- | ------- |
| 17.900 | 30.400 | 30.200 | 23.000  | 47.000  | 57.000  |
| 1970   | 1974   | 1981   | 1989    | 2001    | 2005    |
| 79.000 | 88.000 | 97.000 | 107.792 | 105.915 | 106.250 |

## Economía
El puerto de Eupatoria era el 12º más importante de Ucrania por su tráfico, que fue de 1.830.000 toneladas en 2005.